# Gorzuchów

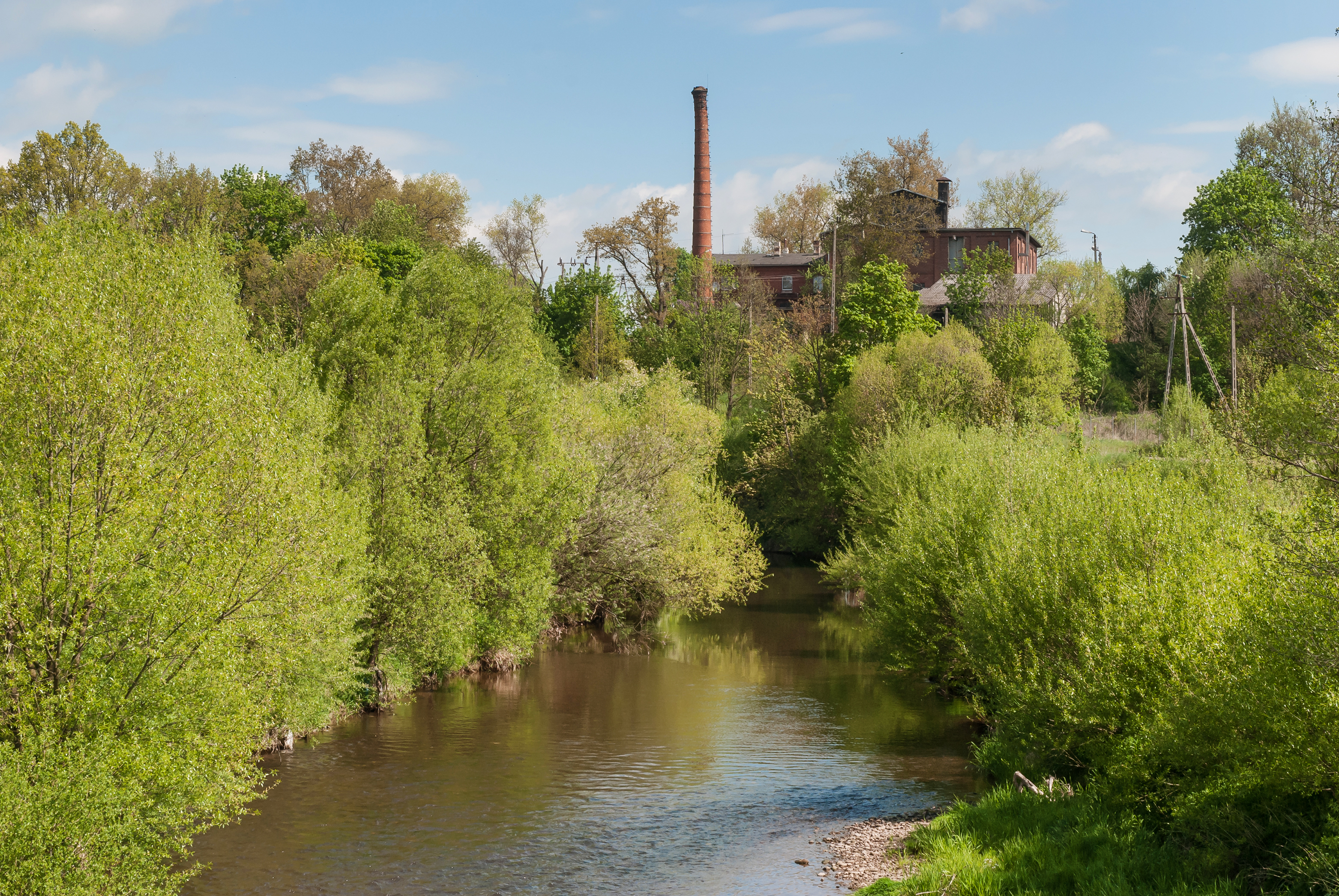
Die Steine in Gorzuchów

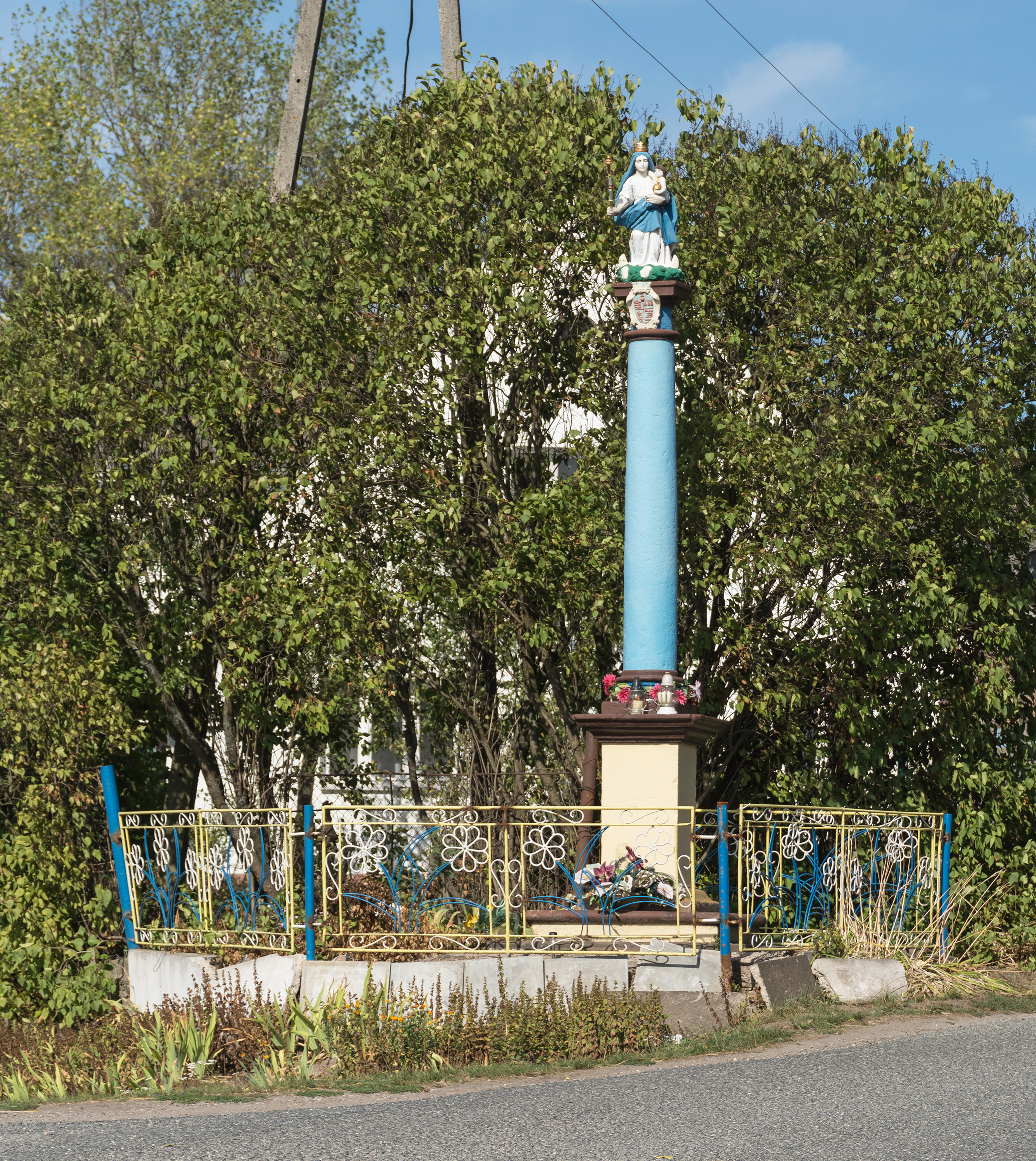
Mariensäule

Gorzuchów (deutsch Möhlten; tschechisch Lhota) ist ein Ort in der Landgemeinde Kłodzko im Powiat Kłodzki der Wojewodschaft Niederschlesien in Polen. Es liegt acht Kilometer nordwestlich von Kłodzko (Glatz).

## Geographie
Gorzuchów liegt im Tal der Steine. Südlich erhebt sich mit 401 m Höhe der Berg Orla (Georgshöhe). Nachbarorte sind Bożków (Eckersdorf) im Norden, Święcko (Schwenz) im Nordosten, Bierkowice (Birgwitz) und Piszkowice (Pischkowitz) im Südosten, Ruszowice (Rauschwitz) im Süden, Suszyna (Dürrkunzendorf) im Südwesten und Ścinawka Dolna (Niedersteine) im Westen.

## Geschichte
Möhlten wurde erstmals 1351 urkundlich als „Melhotyn“ erwähnt und war damals im Besitz des Eberhard von Maltitz. 1406 wurde es als „Melten“, 1499 als „Malitau“ und 1560 als „Melthaw“ bezeichnet. Es gehörte zum Glatzer Land, mit dem es die Geschichte seiner politischen und kirchlichen Zugehörigkeit von Anfang an teilte. Es war nach Pischkowitz gepfarrt und gehörte Anfang des 15. Jahrhunderts Wolfhart von Horsitz (Hořice) und Eberhard Maltitz, die es dem Hans von Zischwitz (Tschischwitz) auf Gabersdorf verkauften, der 1419 von Hans von Pannwitz ein Lehen in Schwenz dazu erwarb. Dessen gleichnamiger Sohn hinterließ die Söhne Gabriel, Lukas und Ernst. 1477 bestätigte Herzog Heinrich d. Ä. in seiner Eigenschaft als Graf von Glatz diesen drei Brüdern die Lehnsgüter in Gabersdorf, Schwentz, Möhlten und Wilmsdorf. 1527 kam Möhlten an Franz von Zischwitz, der mit Katharina von Pannwitz verheiratet war. 1544 erbte dessen Güter sein Sohn Hans von Zischwitz, der Christina von Pannwitz ehelichte. 1565 und 1571 erwarb er zwei weitere Bauerngüter in Möhlten. Nach seinem Tod 1599 erbten Möhlten dessen minderjährige Enkelinnen Maria und Elisabeth, deren Vater Tobias von Zischwitz bereits verstorben war. Der Vormund der Enkelinnen verkaufte Möhlten 1603 an Georg und Hans von Haugwitz auf Birgwitz. Bei seinem Tod am 6. November 1616 hinterließ Hans von Haugwitz die Witwe Helena, geb. von Reichenbach aus Rathen sowie die Töchter Susanne, verheiratete von Stillfried, und Helena. Nachdem sich die Witwe 1626 mit Gothard von Zedlitz auf Kammerswaldau vermählte, verkaufte sie Möhlten 1629 an den friedländischen Hofmeister Paul Karnitzan, der mit Anna Susanna von Saltza auf Heidersdorf verheiratet war. 
Nach dessen Tod am 18. Februar 1632 erwarb es der kaiserliche Oberstwachtmeister Schaffort (Schaffhurdt). Dieser war ein Enkel des Dresdner Papiermachers Hieronymus Schaffhirt. Da Christian von Schaffhurdt seine Frau vergiftet haben soll, wurden seine Besitzungen konfisziert, so dass Möhlten als erledigtes Lehen durch Heimfall an den böhmischen Landesherrn, Kaiser Ferdinand III. fiel. Dieser verkaufte es 1648 an seinen Hofkammerrat und Oberregenten der Grafschaft Glatz, Johann Putz von Adlerthurn, von dem es 1650 an Barbara von Annenberg, geb. von Trauttmansdorff überging. Sie heiratete nach dem Tod des Grafen Johann Arbogast von Annenberg Michael Ferdinand Graf von Althann auf Mittelwalde und verkaufte 1651 Möhlten an die Reichserbtruchsässin Maria Johanna Waldburg-Zeil, verheiratete von Bubna. Nach dem Tod ihres Mannes, des Glatzer Landeshauptmannes Johann Heinrich von Bubna auf Senftenberg, verheiratete sie sich mit dem Freiherrn Johann Georg von Morgante auf Schlegel und Volpersdorf. 1667 trat sie Möhlten vertraglich an die Althann’schen Erben ab. Der Glatzer Landeshauptmann Michael Wenzel von Althann schenkte es 1675 seinem ehemaligen Hofmeister Daniel Paschasius von Osterberg, der später auch die Güter Ober- und Niederrathen sowie Albendorf erwarb. Er verkaufte 1685 Möhlten an Otto Ferdinand von Fitschen und dessen Frau Barbara, geb. von Wallis. Da Otto Ferdinand am 2. Dezember 1689 seine Frau erdrosseln ließ, wurde er 1696 zum Tode verurteilt. Sein unmündiger Sohn Franz Ferdinand erbte Möhlten und verkaufte 1726 einen Anteil des Dorfes an Franz Anton von Haugwitz auf Pischkowitz und das restliche Dorf an den Reichsgrafen Johann Georg von Wallis. Dieser verkaufte es 1738 an den Reichsgrafen Franz Anton von Götzen, der es mit seiner Herrschaft Eckersdorf vereinte. Nachdem dessen Sohn Johann Joseph (Leonhard) 1771 ohne Nachkommen starb, erbten die Götzen’schen Besitzungen zunächst seine drei Schwestern und 1780 der Neffe Anton Alexander von Magnis. 
Nach dem Ersten Schlesischen Krieg 1742 und endgültig mit dem Hubertusburger Frieden 1763 fiel Möhlten zusammen mit der Grafschaft Glatz an Preußen. Nach der Neugliederung Preußens gehörte Möhlten ab 1815 zur Provinz Schlesien und wurde 1816 dem Landkreis Glatz eingegliedert, mit dem es bis 1945 verbunden blieb. Ab dem Jahr 1874 gehörte die Landgemeinde Möhlten zusammen mit den Landgemeinden Birgwitz, Möhlten, Pischkowitz, Rauschwitz und Schwenz sowie den Gutsbezirken Birgwitz, Böhmischwinkel, Möhlten, Pischkowitz, Rauschwitz und Schwenz zum Amtsbezirk Pischkowitz. 1879 erhielt Möhlten einen Bahnanschluss an der Bahnstrecke Glatz – Neurode. 1939 wurden in Möhlten 244 Einwohner gezählt. 
Als Folge des Zweiten Weltkriegs fiel Möhlten 1945 wie fast ganz Schlesien an Polen und wurde zunächst in Miltowo und später in Gorzuchów umbenannt. Die deutsche Bevölkerung wurde 1946 weitgehend vertrieben. Die neu angesiedelten Bewohner waren teilweise Zwangsumgesiedelte aus Ostpolen, das an die Sowjetunion gefallen war. 1975–1998 gehörte Gorzuchów zur Woiwodschaft Wałbrzych (Waldenburg).

## Sehenswürdigkeiten
- Mariensäule aus dem 19. Jahrhundert mit dem von Magnis’schen Wappen
- Barocke Kreuzigungsgruppe